# Coupe de France féminine de cyclisme sur route 2025
Cet article traite uniquement de la compétition féminine. Pour les résultats de la compétition masculine, voir Coupe de France de cyclisme sur route 2025.
Navigation
Coupe de France 2024 Coupe de France 2026
La Coupe de France féminine de cyclisme sur route 2025 est la 26e édition de la Coupe de France féminine de cyclisme sur route. 

## Coupe de France Femmes Élites

### Résultats
| Date         | Course                         | Vainqueur           | Deuxième           | Troisième                 |
| ------------ | ------------------------------ | ------------------- | ------------------ | ------------------------- |
| 20 avril     | Grand Prix de Chambéry         | Erica Magnaldi      | Mona Mitterwallner | Léa Curinier              |
| 8 mai        | Pointe du Raz Ladies Classic   | Paula Blasi         | Lauren Dickson     | Anneke Dijkstra           |
| 9 mai        | La Classique Morbihan          | Eline Jansen        | Amber Kraak        | Giada Borghesi            |
| 10 mai       | Grand Prix du Morbihan Femmes  | Eleonora Gasparrini | Elise Chabbey      | Ségolène Thomas           |
| 8 juin       | Alpes Grésivaudan Classic      | Valentina Cavallar  | Lotte Claes        | Nadia Gontova             |
| 20 juillet   | La Picto-Charentaise           | Dominika Włodarczyk | Linda Zanetti      | Maria Giulia Confalonieri |
| 14 septembre | La Choralis Fourmies Féminine  |                     |                    |                           |
| 21 septembre | Grand Prix d'Isbergues féminin |                     |                    |                           |

### Classement final
|     | Nom | Equipe | Points |
| --- | --- | ------ | ------ |
| 1re |     |        |        |
| 2e  |     |        |        |
| 3e  |     |        |        |

|     | Equipe | Points |
| --- | ------ | ------ |
| 1re |        |        |
| 2e  |        |        |
| 3e  |        |        |

## Coupe de France Femmes National

### Résultats
| Date         | Course                                        | Vainqueur        | Deuxième        | Troisième               |
| ------------ | --------------------------------------------- | ---------------- | --------------- | ----------------------- |
| 21 avril     | Grand Prix du Mont Pujols                     | Ema Comte        | Noémie Abgrall  | Solène Muller           |
| 18 mai       | CLM Champenois (Contre-la-montre par équipes) | Breizh Ladies    | Ladynamips RVC  | Lanester Women Morbihan |
| 15 juin      | BAY WA R.E Classique Féminine                 | Charlotte Allard | Elisa Lemetayer | Aurore Pernollet        |
| 6 juillet    | Classique Féminine du Val de Morteau          | Noémie Abgrall   | Julia Aubry     | Solène Muller           |
| 13 septembre | Paris-Bourges                                 |                  |                 |                         |

### Classement final
|     | Nom | Equipe | Points |
| --- | --- | ------ | ------ |
| 1re |     |        |        |
| 2e  |     |        |        |
| 3e  |     |        |        |

|     | Equipe | Points |
| --- | ------ | ------ |
| 1re |        |        |
| 2e  |        |        |
| 3e  |        |        |